# 1998 WN16
1998 WN16 är en asteroid i huvudbältet som upptäcktes den 21 november 1998 av LINEAR i Socorro County, New Mexico.
Asteroiden har en diameter på ungefär 4 kilometer och den tillhör asteroidgruppen Nysa.